# Сеньга (Вологодская область)
Сеньга — село в Грязовецком районе Вологодской области.
Входит в состав Сидоровского муниципального образования (с 1 января 2006 года по 9 апреля 2009 года входило в Лежское муниципальное образование), с точки зрения административно-территориального деления — в Лежский сельсовет.
Расстояние до районного центра Грязовца по автодороге — 30 км, до центра муниципального образования Сидорово по прямой — 20 км. Ближайшие населённые пункты — Константиново, Павловское, Лукьяново, Подольное.
По переписи 2002 года население — 74 человека (34 мужчины, 40 женщин). Преобладающая национальность — русские (97 %).